# Taumihau Tiatia
Taumihau Tiatia (Mahina, 25 luglio 1991) è un calciatore francese nato a Tahiti, difensore del Tefana.

## Carriera

### Club
Ha giocato nel campionato neocaledoniano e tahitiano. In carriera ha totalizzato complessivamente 13 presenze e 2 reti in OFC Champions League.

### Nazionale
Nel 2009 è stato convocato per i Mondiali Under-20, nei quali non è però mai sceso in campo. Ha esordito in nazionale nel 2016, partecipando alla Coppa d'Oceania.